# 美極

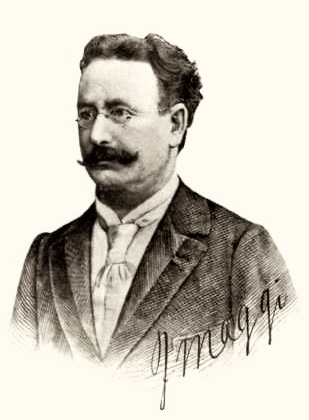
美極的創辦人朱利葉斯·美極（Julius Maggi）。

美極（Maggi）是一個國際食品品牌。產品包括有速食湯料的高湯、湯塊，與調味用的番茄醬、調味醬等。美極原本由朱利葉斯·美極（Julius Maggi）於1872年創立，後被雀巢公司在1947年收購，成為旗下的一個品牌。美極的暢銷產品有在印度的「美極即食麵」、在亞洲、非洲或中東、拉丁美洲等地的「美極湯塊」，和美極鮮醬油。
2015年6月，美極即食麵被印度的北方省政府與德里市政府驗出含有重金屬鉛，被勒令下架，數名為產品代言的寶萊塢明星遭到刑事調查。雀巢回应称，铅含量标准应是按照冲泡后计算，认为政府直接测试干料包的作法有误。此外，在新加坡、美国政府机关做出的测试也未检测出超标。Bombay High Court最终下令在三个实验室重新测试，发现并无铅问题。

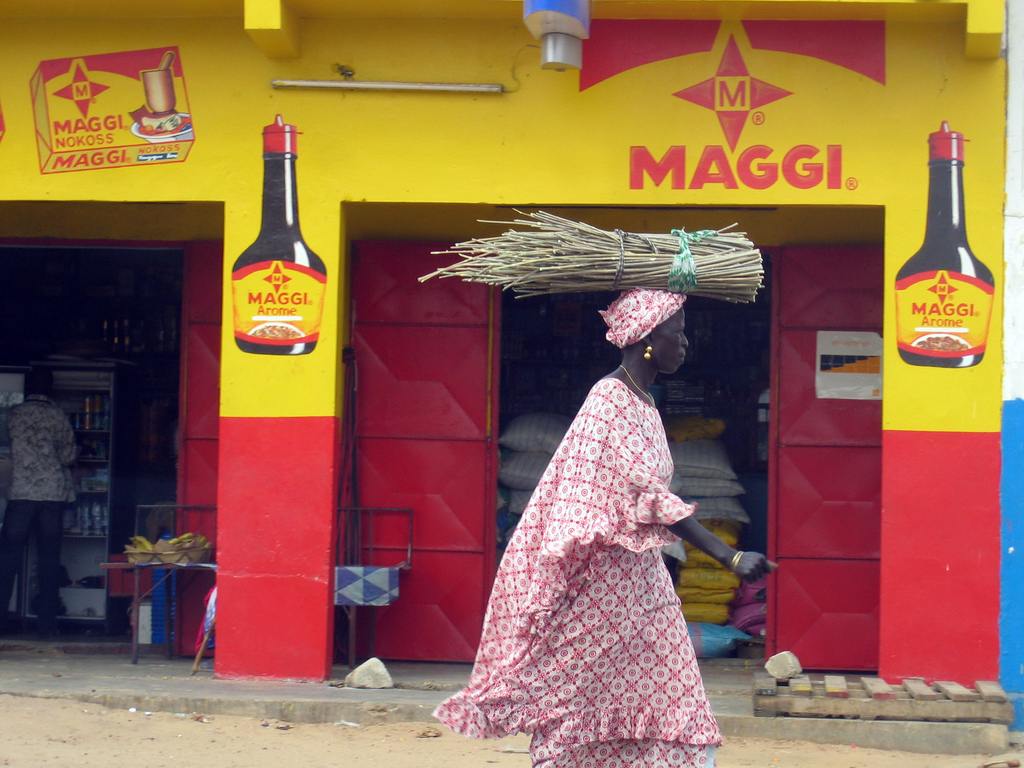
美極在西非塞內加爾的廣告。